# بيدرو كونا
بيدرو كونا (بالبرتغالية: Pedro Cunha‏) هو ممثل برتغالي، ولد في 12 أغسطس 1980 بلشبونة في البرتغال، وتوفي بنفس المكان في 28 أبريل 2014.

## وصلات خارجية
- بيدرو كونا على موقع IMDb (الإنجليزية)
- بيدرو كونا على موقع قاعدة بيانات الفيلم (الإنجليزية)
- بيدرو كونا على موقع كينوبويسك (الروسية)